# 3641 Williams Bay
3641 Williams Bay è un asteroide della fascia principale del diametro medio di circa 31,55 km. Scoperto nel 1922, presenta un'orbita caratterizzata da un semiasse maggiore pari a 2,9899304 UA e da un'eccentricità di 0,1311247, inclinata di 16,12159° rispetto all'eclittica.
L'asteroide è dedicato alla cittadina di Williams Bay che ospita l'Osservatorio Yerkes dove, tra gli altri, è stato scoperto questo stesso asteroide.